# فرج‌الله سلحشور
فرج‌الله سلحشورنیا معروف به فرج‌الله سلحشور (۱۲ آبان ۱۳۳۱ – ۸ اسفند ۱۳۹۴) هنرپیشه، چهره‌پرداز، نویسنده و کارگردان ایرانی بود. او فعالیت هنری خود را با بازی در فیلم توبه نصوح (۱۳۶۱) به کارگردانی محسن مخملباف آغاز کرد. سلحشور کارگردانی مجموعه‌های تلویزیونی تاریخی-مذهبی چون ایوب پیامبر، مردان آنجلس و یوسف پیامبر را برای صدا و سیما در کارنامه دارد. سلحشور که به سرطان ریه مبتلا بود در ۶۳ سالگی، درگذشت.

## فیلم‌شناسی
| فیلم‌شناسی فرج‌الله سلحشور | فیلم‌شناسی فرج‌الله سلحشور | فیلم‌شناسی فرج‌الله سلحشور             | فیلم‌شناسی فرج‌الله سلحشور | فیلم‌شناسی فرج‌الله سلحشور |
| سال                      | نام اثر                  | سمت                                  | کارگردان                 | توضیحات                  |
| ------------------------ | ------------------------ | ------------------------------------ | ------------------------ | ------------------------ |
| ۱۳۹۴                     | قصه‌های تبیان             | تهیه‌کننده                            | گروه کارگردانان          | شبکه پنج                 |
| ۱۳۸۳–۱۳۸۷                | یوسف پیامبر              | کارگردان، تهیه‌کننده، نویسنده، بازیگر | فرج‌الله سلحشور           | شبکه یک                  |
| ۱۳۷۶                     | مردان آنجلس              | کارگردان                             | فرج‌الله سلحشور           | شبکه یک                  |
| ۱۳۷۶                     | دنیای وارونه             | بازیگر                               | شهریار بحرانی            |                          |
| ۱۳۷۱                     | ایوب پیامبر              | بازیگر، کارگردان، فیلم‌نامه‌نویس       | فرج‌الله سلحشور           |                          |
| ۱۳۶۸                     | نخلستان تشنه             | بازیگر                               | محمد نوری‌زاد             |                          |
| ۱۳۶۷                     | انسان و اسلحه            | بازیگر، تهیه‌کننده                    | مجتبی راعی               |                          |
| ۱۳۶۵                     | پرواز در شب              | بازیگر                               | رسول ملاقلی‌پور           | شهید مهدی نریمان         |
| ۱۳۶۳                     | گورکن                    | بازیگر، چهره پرداز                   | محمدرضا هنرمند           |                          |
| ۱۳۶۱                     | توبه نصوح                | بازیگر                               | محسن مخملباف             |                          |

## گرایش سیاسی
سلحشور از حامیان محمود احمدی‌نژاد (رئیس‌جمهور وقت ایران) بود. او در جریان انتخابات ریاست جمهوری، احمدی‌نژاد را مالک اشتر زمان خواند.
او همچنین مورد تقدیر سید علی خامنه‌ای قرار گرفته‌است. سلحشور و دیگر عوامل تولید سریال یوسف پیامبر با خامنه‌ای دیدار کردند. در مراسمی تحت عنوان تجلی اراده ملی از سلحشور تقدیر شد و او جایزه خود را به حوزه علمیه قم تقدیم کرد.

## حواشی

### شکایت خانه سینما
در مرداد ۱۳۸۸ خانه سینمای ایران از فرج‌الله سلحشور شکایت کرد. به گفته بی‌بی‌سی این شکایت در پی ادعای سلحشور مبنی بر بی‌بندوباری «بخش اعظمی» از خانهٔ سینما انجام گرفته بود، در حالی که سلحشور تأکید کرد که انتقاد او «فقط شامل ۱۰ درصد» از سینما و سینماگران بوده‌است. «من فقط تعداد کمی از هنرمندان را قشر وابسته، آلوده و فاسد می‌دانم،» سلحشور افزود. به گفته وی، مطرح شدن این شکایت به دلیل ساخت سریال «یوسف پیامبر» و موضع سیاسی او در طرفداری از محمود احمدی‌نژاد بوده‌است. دادگاه عمومی جزایی تهران در نهایت سلحشور را به‌دلیل توهین به اعضای خانهٔ سینما که در آن زمان حدود ۴۵۰۰ نفر بودند، محکوم به پرداخت ۴۰۰۰ تومان پول نقد کرد. به گفته وکیل خانه سینما این مجازات جزای نقدی چهار هزار تومانی می‌تواند جنبه تنبیهی برای «محکوم‌علیه» داشته باشد.

### اتهام سرقت ادبی و تبرئه
در ۱۵ فرودین ۱۳۸۹ دادگاه شعبهٔ ۱۰۸۳، شعبه ویژهٔ دادگاه رسیدگی به جرایم کارکنان دولت، فرج‌الله سلحشور را به جرم سرقت ادبی از طریق رونویسی فیلمنامهٔ سریال یوسف پیامبر از مجموعه کتاب و فیلم‌نامهٔ دوجلدی یوسف صدیق اثر شهاب‌الدین طاهری به ۳ سال حبس و پرداخت جریمهٔ ۱٫۵ میلیارد تومانی محکوم کرد. اما پس از اینکه این حکم به دلیل اعتراض سلحشور به شعبه ۱۰۷۵ ارجاع داده شد بر اساس رأی دادگاه به دلیل نبود دلایلی بر اثبات اتهام، سلحشور تبرئه شد.
سلحشور خود خبر محکومیتش را تکذیب کرده بود.

### ماجرای تشبیه سینمای ایران به فاحشه‌خانه
به گفته بی‌بی‌سی، سلحشور در ۲۳ مهر ۱۳۹۰ خورشیدی در گفتگو با خبرگزاری کانون دانش‌آموزی ایران (پانا) با انتقاد از تلاش یک تهیه‌کننده برای دعوت از آنجلینا جولی به ایران، سینمای ایران را به «فاحشه‌خانه» تشبیه کرد. براساس گزارش بی‌بی‌سی او همچنین آنجلینا جولی را «فاحشهٔ بین‌المللی»، و بازیگران زن سینمای ایران را «یک پا آنجلینا جولی» نامید. سلحشور کمی بعد در گفتگویی با خبرگزاری فارس، این موضوع را تکذیب کرد و ادعا نمود که خبرگزاری پانا گفته‌های وی را بد منعکس کرده بوده‌است. خبرگزاری پانا نسبت به این سخنان سلحشور واکنش نشان نداد و برخی سایت‌های خبری ایران به نقل از این خبرگزاری مدعی شدند که خبرگزاری پانا متن صوتی سخنان او را در اختیار دارد.
سلحشور همچنین سینمای ایران را برخاسته از ارزش‌های اسلام و قرآن نمی‌دانست و معتقد بود بنیان‌گذاران آن شرکت‌های صهیونیستی هستند.
مریلا زارعی، مهناز افشار، ترانه علیدوستی، پگاه آهنگرانی، نگار جواهریان، هانیه توسلی، و باران کوثری نسبت به این سخنان اظهار تأسف نمودند و خواستار کناره‌گیری سلحشور از سینما شدند.
رؤیا تیموریان اظهارات سلحشور را توهین به «فیلم‌های خودش و بازیگرانی که در فیلم‌هایش بازی کرده‌اند» دانست. داوود رشیدی نیز گفته‌های سلحشور را توهین به بازیگران زن سینمای ایران دانست و اعلام کرد که این گفته‌های سلحشور در انجمن بازیگران خانه سینما مورد بررسی قرار خواهد گرفت.

### اقرار به آتش زدن سینما
به‌گفتهٔ فرج‌الله سلحشور در مراسم اختتامیهٔ جشنوارهٔ «شعر و سرود انقلاب» در سال ۱۳۹۱ خورشیدی، او پیش از انقلاب ۱۳۵۷ ایران، جزو کسانی بوده که سینما آتش زده‌است. او از اینکه پس از انقلاب از همان سینماها پشتیبانی شده و برایشان موزه ساخته شده‌است، اظهار تأسف کرد.

### اعلام بی‌علاقگی به دفن شدن در قطعه هنرمندان
فرج‌الله سلحشور در در وصیتی شفاهی، به دفن شدن در قطعه هنرمندان، ابراز بی‌علاقگی کرده و گفت: «همین اینجا اعلام می‌کنم، من عضوی از خانواده سینما نیستم. همه، این موضوع را می‌دانند و بارها گفته‌ام که من یک نفر از خانه سینما و وزارت ارشاد نیستم. من یک مبلغ [اسلامی] هستم و-اگر خدا توفیق دهد-از زبان هنر، استفاده می‌کنم که بتوانم حرف دین و خدا را بزنم. اصلاً من سینماگر نیستم و وصیت کردم که اگر شهید شدم یا فوت کردم، من را در قطعه هنرمندان، دفن نکنید. این فیلم‌هایی را که بنده و دیگر افراد ساخته‌ایم، باید بگویم که ما از این خانواده [هنرمندان] نیستیم.».
البته پس از او یکی دیگر از هنرمندان هوادار جمهوری اسلامی یعنی الهام چرخنده نیز چنین مطلبی را گفت که از دیدگاه برخی از هنرمندان، توهین‌آمیز بود و در پی آن، باعث اظهار نظراتی شد.

## جوایز
| سال  | جشنواره                      | بخش                     | اثر           | نتیجه        | جایزه      | منبع   |
| ---- | ---------------------------- | ----------------------- | ------------- | ------------ | ---------- | ------ |
| ۱۳۹۰ | دوازدهمین جشن حافظ           | بهترین مجموعه تلویزیونی | یوسف پیامبر   | نامزدشده     | تندیس حافظ | [ ۲۴ ] |
| ۱۳۷۲ | دوازدهمین جشنواره فیلم فجر   | بهترین کارگردانی اول    | ایوب پیامبر   | دیپلم افتخار |            | [ ۲۵ ] |
| ۱۳۶۷ | سومین جشنواره فیلم دفاع مقدس | بهترین تهیه‌کنندگی       | انسان و اسلحه | دیپلم افتخار |            | [ ۲۶ ] |

## درگذشت
در ۲۷ دی ۱۳۹۴، ریه‌های او از کار افتاد و در بیمارستان بستری شد و چندی بعد اعلام شد پزشکان امیدی به بهبود او ندارند و حالش وخیم است.
فرج‌الله سلحشور، سرانجام پس از ماه‌ها تحمل سرطان ریه، شنبه ۸ اسفند ۱۳۹۴ ساعت ۶ صبح در بیمارستان بقیةالله تهران درگذشت. علی خامنه‌ای، حسن روحانی و علی لاریجانی در پیام‌هایی جداگانه درگذشت او را تسلیت گفتند. در تشییع پیکر سلحشور جمعی از چهره‌های سیاسی، سینمایی و تلویزیونی شرکت داشتند. وی در امامزادگان سید جعفر و سیده حمیده خاتون واقع در باغ فیض تهران به خاک سپرده شد.
جمال شورجه، کارگردان و نویسنده ایرانی، در یک گفتگوی خبری بیان کرد که اطمینان دارد مرگ سلحشور ترور بیولوژیکی بوده‌است.